# نادي سانتانيكوس أسوشيتد
نادي سانتانيكوس أسوشيتد (بالإسبانية: Club Deportivo FAS)‏ هو نادي كرة قدم سلفادوري تأسس في 16 فبراير 1947 ، يقع مقره الرئيسي في سانتا آنا مونيسباليتي، ويلعب في دوري السلفادور لكرة القدم.

## وصلات خارجية
- الموقع الرسمي